# 邱瑞克
理察德·邱（Richard "Rich" Cho，1965年8月10日—），小名瑞奇（Rich），又譯為邱瑞克、周瑞奇，生於緬甸，美國職業運動NBA的專業球隊經理人，為NBA史上第一位亞裔美籍的球隊總經理。曾服務於西雅圖超音速隊、波特蘭拓荒者隊，現為夏洛特山猫隊總經理。

## 生平
生於緬甸的華人家庭，1968年全家移民美國。最早落腳在印第安納州韋恩堡，後來移居華盛頓州費德勒爾韋。他的父親在雜貨店擔任夜班職員，以養活全家。
邱瑞奇畢業於華盛頓州立大學，有工程學位。1990年至1995年間，在波音公司擔任工程師。1995年，就讀於沛普丹大學法學院（Pepperdine University School of Law）時，加入西雅圖超音速隊工作。1997年，取得法學士學位，成為西雅圖超音速隊的球探。2000年，成為總經理助理。
2008年，西雅圖超音速隊遷移到奧克拉荷馬市，改名俄克拉何马城雷霆隊，邱瑞奇隨之到達奧克拉荷馬 。
2010年7月19日，保罗·艾伦任命他成為波特蘭拓荒者隊總經理。2011年5月23日，拓荒者隊宣布將他開除，同年6月15日，夏洛特山猫宣布聘任他為新任球隊總經理，原任球隊經理羅德·希金斯（Rod Higgins）升任球團營運總裁。2018年2月20日，黃蜂解雇了邱瑞克，由彼得森(Buzz Peterson)接替擔任代理總經理

## 家庭
邱瑞克已婚，與妻子茱莉亞（Julie）生有兩個女兒。